# Шапхаев, Сергей Герасимович
Сергей Герасимович Шапхаев (15 февраля 1948 — 20 июня 2018) — советский и российский учёный, активист-эколог, депутат Верховного Совета СССР (1989—1991). Известен своими трудами и законопроектами в защиту и сохранение озера Байкал. Руководитель Бурятского регионального отделения по Байкалу. Сопредседатель Российского Социально-экологического Союза. Кандидат физико-математических наук, доцент Восточно-сибирского государственного университета технологий и управления.

## Биография
Родился 15 февраля 1948 года в селе Сергеевка Хабаровского района Хабаровского края в семье военнослужащего.
Окончил Ленинградский гидрометеорологический институт по специальности «Океанология» (1971).
В 1971—1974 гг. инженер морской гидропартии в Петропавловске-Камчатском. С 1974 г. ассистент кафедры физики Восточно-Сибирского государственного технологического института (Улан-Удэ).
В 1976 г. поступил в аспирантуру отделения геофизики Физического факультета МГУ (кафедра «Физика моря и вод суши»), в 1980 году защитил кандидатскую диссертацию по теме "Экспериментальное исследование отрывного течения за препятствием плавной формы". Кандидат физико-математических наук.
С 1980 г. старший преподаватель, доцент, заведующий кафедрой прикладной математики Восточно-Сибирского технологического института.
с 1989 по 1991 гг., дважды удостоен Национальной экологической премии и награждён Почётными дипломами Высшего экологического совета государственной Думы Федерального собрания РФ «Зеленый» Человек года» и медалями «За охрану природы России» (2006, 2015).
Благодаря активной общественной деятельности Сергея Герасимовича, организации и участию в общественных слушаниях по Территориальной комплексной схеме охраны природы (ТерКСОП) бассейна озера Байкал в г. Улан-Удэ (1988), был принят нормативно-правовой документ федерального уровня, утверждённый Президиумом Совета Министров РСФСР 14.04.1990 г., реализован бассейновый принцип управления территорией, проведено экологическое зонирование, основанное на ландшафтном подходе.
Он принимал непосредственное участие в работе первой миссии Центра всемирного наследия ЮНЕСКО на Байкале, осуществлённой совместно с Лимнологическим институтом СО РАН СССР. Благодаря координационной деятельности Сергея Герасимовича в 1989-1991 гг. в Комитете по экологии Верховного Совета СССР был утвержден первый всесоюзный законопроект «Об охране озера Байкал». В 1992-1994 гг. выступая в качестве координатора рабочей группы при Верховном Совете РСФСР участвовал в разработке федерального закона «Об охране озера Байкал».
В 1990 г. участвовал в работе первой миссии Центра всемирного наследия ЮНЕСКО на Байкале. Участвовал в подготовке «Совместного заявления об охране озера Байкал Президентов РФ и США», позднее в российско-американском проекте «Комплексная программа политики землепользования для российской территории бассейна озера Байкал».
С 1996 г. руководитель общественной организации «Бурятское региональное объединение по Байкалу», занимался решением проблем Байкала.
С 1989 по 1991 год депутат Верховного Совета, народный депутат СССР. Принимал участие в разработке законопроекта «Об охране озера Байкал».
Общественная деятельность Шапхаева Сергея Герасимовича осуществлялась по следующим направлениям:
В сфере институционального развития:
- Общественное содействие в принятии федерального закона «Об охране озера Байкал»(1999) и утверждении границ Центральной экологической зоны БПТ (2006) в границах участка Всемирного природного наследия «Озеро Байкал».
- Развитие системы экологического зонирования на БПТ.

В сфере инноваций:
- Создание и развитие проекта «Большая Байкальская тропа» по развитию инфраструктуры экотуризма на БПТ с привлечением волонтеров из разных стран и местной молодежи, в том числе людей с ограниченными возможностями.
- Реализация серии инновационных проектов по повышению энергоэффективности и энергосбережению, очистке сточных вод на уровне муниципальных образований, разработаны и предложены для реализации финансово-экономические механизмы их развития.
- Поддержка развития лекарственного растениеводства на БПТ как эколого-ориентированной отрасли экономики.

По предупреждению будущих рисков для озера Байкал:
- Заморожена разработка Холоднинского полиметаллического месторождения в границах Центральной экологической зоны БПТ, Ошурковского месторождения апатитов вблизи Селенги и др.
- Отменена разработка углеводородного месторождения в дельте Селенги.
- Остановлены опаснейшие трансграничные проекты строительства газо- и нефтепроводов через национальный парк «Тункинский» из Иркутской области в Китай.
- Не допущено строительство нефтепровода «Восточная Сибирь – Тихий океан» по берегу Байкала, выигран судебный процесс у Ростехнадзора по отмене положительного заключения государственной экологической экспертизы для этого экологически и экономически неприемлемого инвестиционного проекта.
- Налажено взаимодействие с органами власти (участие в общественных советах при прокуратуре Республики Бурятия (РБ), Правительстве РБ, Управлении Росприроднадзора по РБ и др.).
- Выявлены проблемы модернизации Правил использования водных ресурсов (далее-ПИВР)) и Правил технической эксплуатации и благоустройства (далее-ПТЭБ) Байкала и каскада водохранилищ ГЭС на Ангаре.[2]

С 2013 года сопредседатель Российского Социально-экологического Союза 
До 2018 года являлся доцентом Восточно-сибирского государственного университета технологий и управления. Руководитель Бурятского регионального отделения по Байкалу.
Умер 20 июня 2018 года в Улан-Удэ. На его доме в Улан-Удэ установлена мемориальная доска памяти С.Г. Шапхаева.